# Atabaque Saxum
L'Atabaque Saxum è una struttura geologica della superficie di 65803 I Dimorphos.